# Bitwy na równinie Kawanakajima
Bitwy na równinie Kawanakajima (jap. 川中島の戦い Kawanakajima no tatakai) – starcia zbrojne, które miały miejsce w okresie Sengoku pomiędzy Shingenem Takedą z prowincji Kai (obecnie prefektura Yamanashi) a Kenshinem Uesugi z prowincji Echigo (obecnie prefektura Niigata) na równinie Kawanakajima (obecnie Hachimanbara Shiseki Park), w granicach dzisiejszego miasta Nagano.
Pięć głównych bitew stoczonych zostało w latach: 1553, 1555, 1557, 1561 i 1564. Najbardziej znana i najbardziej krwawa z nich miała miejsce 10 września 1561 roku.
Walki zaczęły się po zajęciu przez Shingena prowincji Shinano oraz wygnaniu Yoshikiyo Murakamiego (1501–1573) i Nagatokiego Ogasawary (1519–1583), którzy zwrócili się do Kenshina o pomoc.

## Pierwsza bitwa (1553)
W pierwszej bitwie na równinie Kawanakajima, stoczonej w czerwcu 1553 roku, Shingen Takeda przedarł się daleko w jej głąb. Jego straż przednia starła się z siłami Kenshina przy świątyni Hachimana. Wycofali się następnie i spotkali ponownie kilka kilometrów dalej, jednak nie stoczono żadnej rozstrzygającej walki.

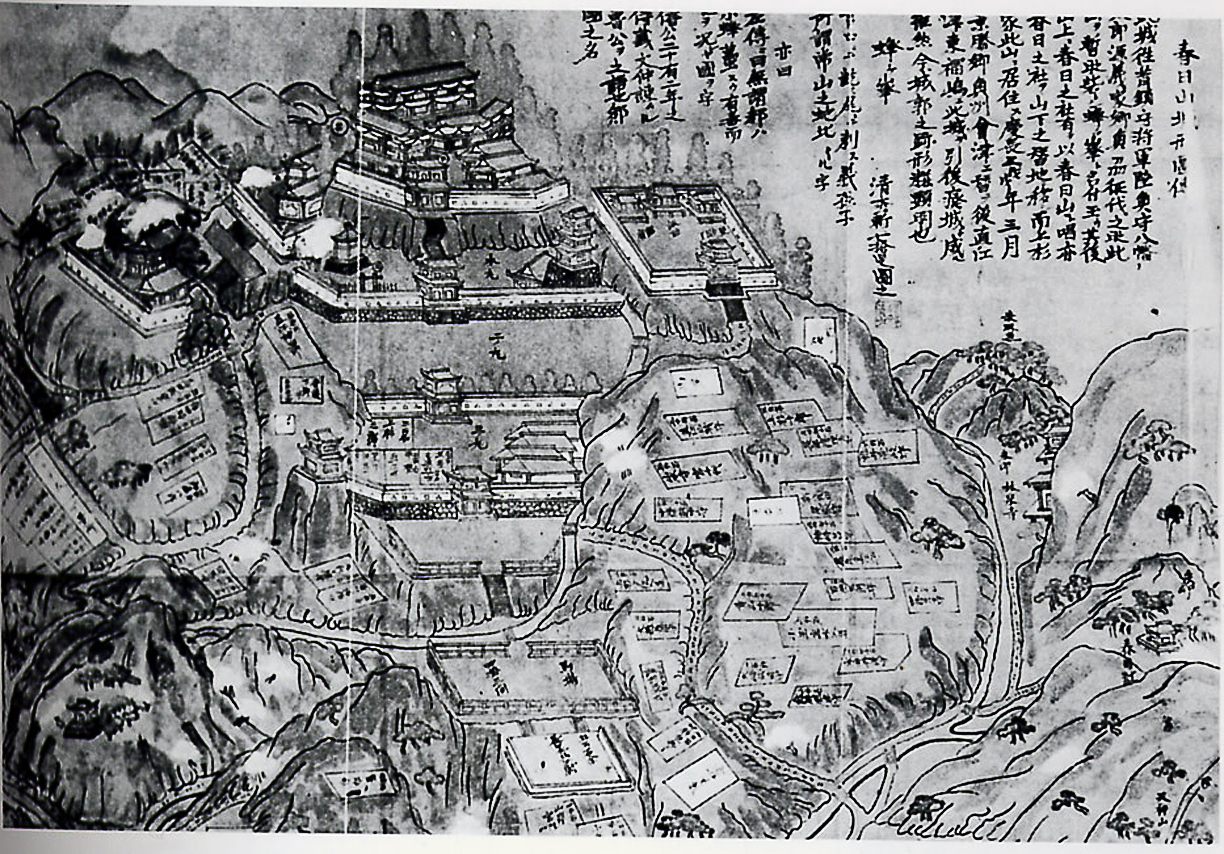
Katsugayama – zamek Kenshina Uesugi

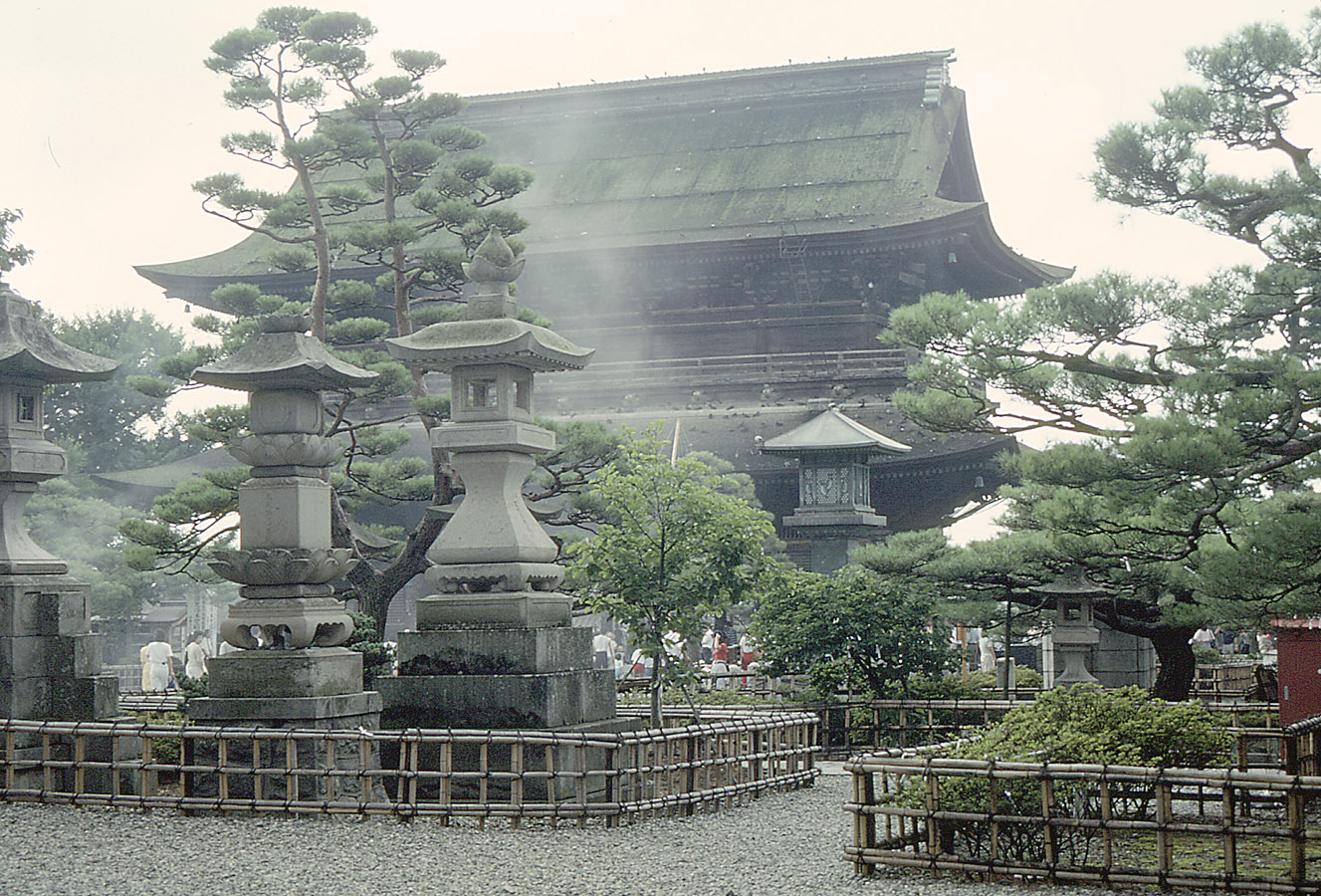
Zenkō-ji w Nagano

## Druga bitwa (1555)
Druga bitwa, znana także jako bitwa nad rzeką Sai, miała miejsce w 1555 roku. Rozpoczęła się, gdy Shingen wrócił na równinę Kawanakajima, docierając do rzeki Sai. Rozłożył obóz na wzgórzu na południe od rzeki, podczas gdy Kenshin obozował na wschód od świątyni buddyjskiej Zenkō-ji, dzięki czemu miał doskonały widok na równinę. Jednak ród Kurita, sprzymierzeńcy Takedy, posiadali zamek Asahiyama kilka kilometrów na zachód od tego miejsca. Stanowili oni więc zagrożenie dla prawego skrzydła wojsk Kenshina. Siły obronne Kakuju Kurity zostały wzmocnione o 3 tys. wojowników, przysłanych przez Takedę.
Uesugi kilka razy atakował fortecę Asahiyama, jednak wszystkie ataki zostały odparte. Ostatecznie zebrał swoją armię na równinie, ponownie skupiając się na głównej armii Takedy. Jednak, obie armie raczej oczekiwały wzajemnie na ruch ze strony przeciwnika, niż atakowały. W końcu uniknięto walki, gdyż obaj dowódcy musieli uporać się z wewnętrznymi problemami swoich prowincji.

## Trzecia bitwa (1557)
Trzecia bitwa rozegrała się w roku 1557, gdy Shingen Takeda zajął fortecę Katsurayama, oskrzydlając świątynię Zenkō-ji od północnego zachodu. Chciał zająć również zamek Iiyama, lecz zrezygnował, gdy Uesugi wyprowadził armię z Zenkō-ji.

## Czwarta bitwa (1561)
Czwarta bitwa przyniosła więcej ofiar po obu stronach i jest jedną z najciekawszych taktycznie bitew tego okresu. We wrześniu 1561 roku, Kenshin Uesugi opuścił fortecę Kasugayama z 18 tys. wojowników, z zamiarem zniszczenia Takedy. Część sił zostawił w Zenkō-ji, lecz postanowił ufortyfikować się na wzgórzu Saijo, na zachód od zamku Kaizu. Kenshin nie wiedział, że w zamku nie znajduje się więcej, niż 150 samurajów, a jego posunięcie zupełnie ich zaskoczyło. Jednak dowódca garnizonu w zamku, Masanobu Kōsaka (1527–1578) poprzez sieć sygnałów ogniowych poinformował swojego władcę, przebywającego w fortecy Tsutsuji-ga-saki w Kōfu, oddalonego o 130 km, o ruchach Kenshina.
Shingen opuścił Kōfu z 16 tys. wojowników, po drodze dołączając jeszcze 4 tys. podczas przemarszu przez Shinano. Pod Kawanakajimę podszedł wzdłuż zachodniego brzegu rzeki Chikuma, która oddzielała go od wzgórza Saijo. Żadna armia nie wykonała ruchu, wiedząc że zwycięstwo będzie wymagało elementu zaskoczenia, aby wytrącić przeciwnika z równowagi. Uesugi pozwolił Shingenowi przedostać się do zamku Kaizu. Takeda, wraz z Kansuke Yamamoto (1501-1561), opracował strategię ataku na Kenshina.

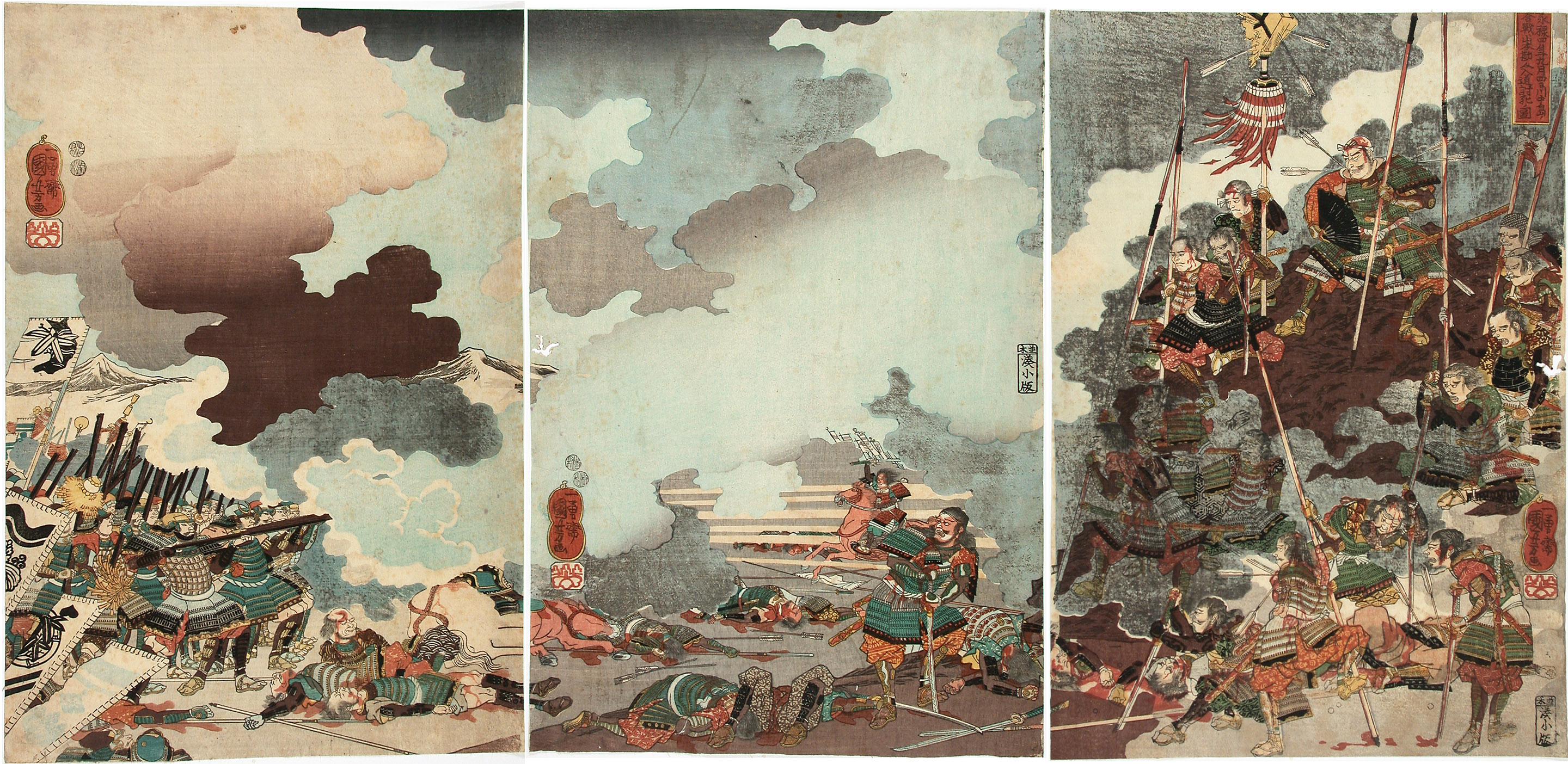
Kuniyoshi Utagawa (1797-1861), Kawanakajima 1561

Masanobu Kōsaka opuścił Kaizu z 12 tys. ludzi, prowadząc ich na tyły Saijo, chcąc zepchnąć Kenshina na drugi brzeg rzeki, gdzie czekał Takeda z 8 tys. wojowników, ustawionych w formację kakuyoku („skrzydło żurawia”). Uesugi dzięki zwiadowcom dowiedział się o planach Shingena i zszedł ze swoim wojskiem nad rzekę. Wojska Kenshina wkroczyły na równinę na zachód od wojsk Shingena.
Siły Kenshina atakowały falami, gdy oddział słabł lub został rozbity, był zastępowany kolejnym. Formacja kakuyoku była zadziwiająco mocna, jednak dowódcy Takedy ginęli jeden po drugim. Gdy Kansuke Yamamoto spostrzegł, że jego plan się nie powiódł, wdarł się w szeregi przeciwnika. Źródła podają dwa różne powody śmierci Yamamoto: po otrzymaniu 80 ran postrzałowych miał zginąć w nierównej walce lub, według drugiej wersji, popełnić seppuku.

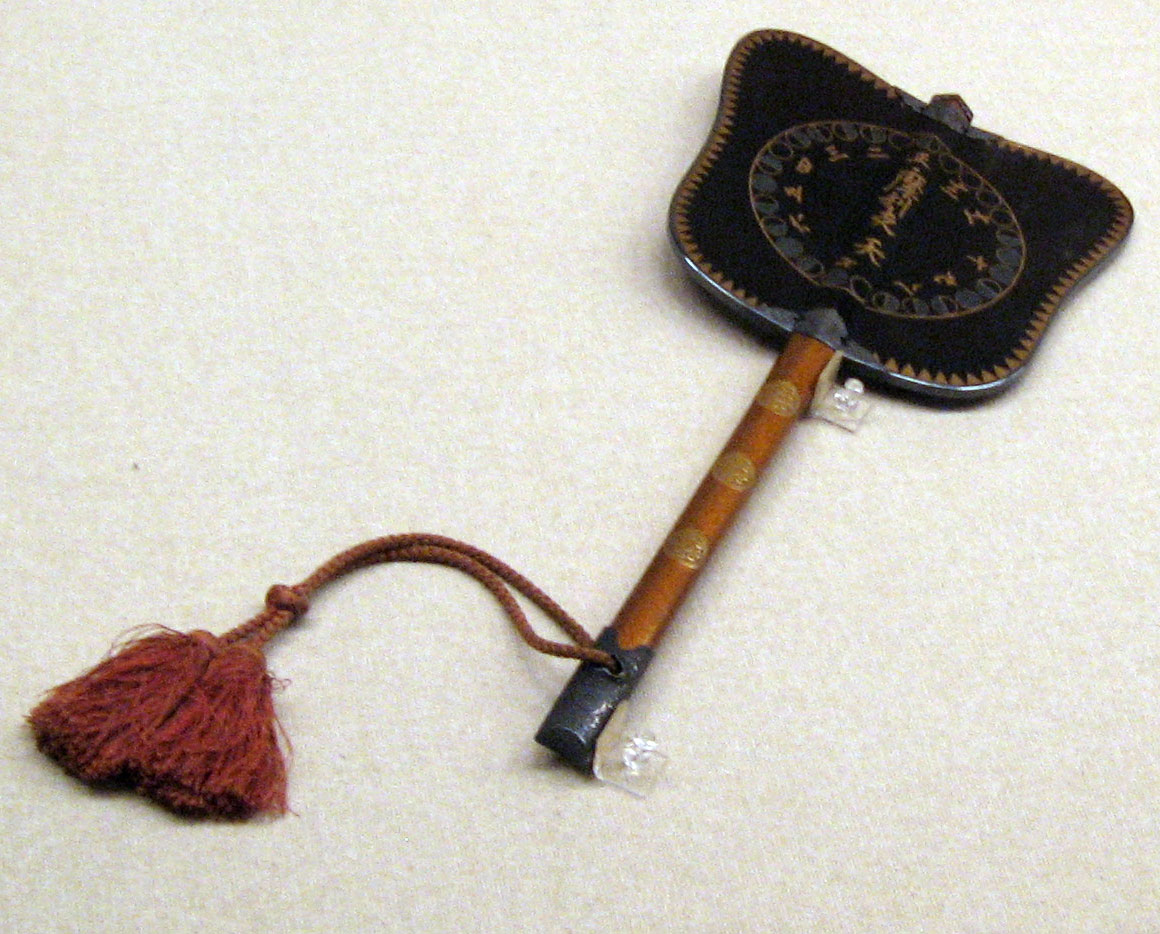
Wachlarz bojowy

W końcu siłom Uesugiego udało się przedostać w pobliże punktu dowodzenia Takedy. Miał wtedy miejsce jeden z najsłynniejszych pojedynków w historii Japonii. Kenshin Uesugi wdarł się do kwatery dowodzenia i zaatakował Shingena Takedę, który – nieprzygotowany na takie wydarzenie – odparowywał ciosy przeciwnika swoim bojowym wachlarzem (gunbai-uchiwa) do momentu, gdy przyszli mu na pomoc jego ludzie. Uesugi wrócił do swoich wojsk.
W tym czasie wojska Masanobu Kōsaki dostały się do obozu na wzgórzu Saijo. Gdy okazało się, że oddziałów Kenshina nie ma już na wzgórzu, Kōsaka podążył do brodu tą samą drogą co Kenshin. Po walce u brodu, gdzie Uesugi zostawił oddział 3 tys. wojowników, podążył na odsiecz oddziałom Takedy. Wojska Kenshina znalazły się w kleszczach i powoli opuszczały pole bitwy. Jak podają kroniki, Takeda nie zatrzymywał uciekających wojsk Kenshina, które spaliły obóz na wzgórzu Saijo, powróciły do Zenkō-ji, a stamtąd do prowincji Echigo.

## Piąta bitwa (1564)
W 1564 roku wojska Shingena i Kenshina spotkały się po raz ostatni na równinie Kawanakajima. Ich siły, podobnie jak w poprzednich bitwach, przez dwa miesiące stały na przeciwnych brzegach rzeki, po czym wycofały się.